# K-1 WORLD GP 2008 IN YOKOHAMA
K-1 WORLD GP 2008 IN YOKOHAMAは、K-1の大会の一つ。2008年4月13日、横浜アリーナで開催された。

## 大会概要
マーク・ハントがK-1に再び参戦。セーム・シュルトの持つスーパーヘビー級のタイトルに挑戦したが、KO負けでタイトル奪取ならず。日本の新鋭澤屋敷純一が日本のエース武蔵に世代交代マッチを挑むも、KO負け。武蔵超えならず。極真世界王者エヴェルトン・テイシェイラがK-1初参戦し、藤本祐介と対戦。延長2R、スタミナの切れた藤本にKO勝ち。さらに、グラウベ・フェイトーザがアレックス・ロバーツにブラジリアンキックでKO勝ち。バダ・ハリの持つヘビー級タイトルマッチの候補に躍り出た。

## 試合結果
オープニングファイト第1試合 K-1ルール 3分3R
○  高萩ツトム vs.  キム・ギョンソック ×
2R 0:18 KO（右ローキック）
オープニングファイト第2試合 K-1ルール 3分3R
○  中迫強 vs.  佐藤匠 ×
3R終了 判定3-0（29-27、30-28、30-28）
第1試合 K-1ルール 3分3R
○  榎田洸之 vs.  立川隆史 ×
1R 0:40 KO（右フック）
第2試合 K-1ルール 3分3R延長2R
○  アレキサンダー・ピチュクノフ vs.  ハリッド"ディ・ファウスト" ×
延長2R終了 判定2-1（10-9、10-9、9-10）
第3試合 K-1ルール 3分3R延長2R
○  野田貢 vs.  ピーター・ボンドラチェック ×
2R 2:43 KO（パンチ連打）
第4試合 K-1ルール 3分3R延長2R
○  前田慶次郎 vs.  マイティ・モー ×
延長R終了 判定3-0（10-9、10-9、10-9）
第5試合 K-1ルール 3分3R延長2R
○  グラウベ・フェイトーザ vs.  アレックス・ロバーツ ×
2R 1:58 KO（左ハイキック）
第6試合 K-1ルール 3分3R延長2R
○  バダ・ハリ vs.  レイ・セフォー ×
1R 2:43 KO（3ノックダウン：パンチ連打）
第7試合 K-1ルール 3分3R延長2R
○  武蔵 vs.  澤屋敷純一 ×
2R 2:16 KO（3ノックダウン：左ストレート）
第8試合 セミファイナル K-1ルール 3分3R延長2R
○  エヴェルトン・テイシェイラ vs.  藤本祐介 ×
延長2R 2:01 KO（3ノックダウン：右ストレート）
第9試合 メインイベント K-1スーパーヘビー級タイトルマッチ K-1ルール 3分3R延長2R
○  セーム・シュルト vs.  マーク・ハント ×
1R 3:06 KO（右後ろ廻し蹴り）
※シュルトが2度目の王座防衛に成功